# 東大九竜湖校区駅
東大九竜湖校区駅（とうだいきゅうりょうこキャンパスえき）は、中華人民共和国江蘇省南京市江寧区吉印大道と双竜大道の交差点の北側にある、南京地下鉄3号線の駅である。

## 駅名
東南大学九竜湖キャンパスの周辺にあることから、駅名が「東大九竜湖校区駅」に決定したことが発表された。

## 歴史
- 2015年4月1日3号線の駅として開業。

## 駅構造
地下2層構造の駅である。

### のりば
| 番線 | 路線            | 方面                                | 行先        |
| ---- | --------------- | ----------------------------------- | ----------- |
|      | 南京地下鉄3号線 | 星火路・林場・南京北駅・花旗営 方面 | 琥珀泉 行き |
|      | 南京地下鉄3号線 | 秣周東路方面                        | 秣陵 行き   |

## 駅周辺
- 東南大学九竜湖キャンパス
- 南京師範大学付属中学江寧支校
- 南京同仁医院

## 隣の駅
南京地下鉄
■3号線
誠信大道駅- 東大九竜湖校区駅- 秣周東路駅